# Высоково (Сергиево-Посадский район)
Высоково — деревня в Сергиево-Посадском районе Московской области, в составе муниципального образования Городское поселение Сергиев Посад (до 29 ноября 2006 года входила в состав Тураковского сельского округа)).

## Население
| 2002 | 2006 | 2010 |
| ---- | ---- | ---- |
| 12   | ↘9   | ↗15  |

## География
Высоково расположено примерно в 12 км (по шоссе) на юг от Сергиева Посада, по правому берегу реки Торгоша
, высота центра деревни над уровнем моря — 232 м.

## Современное состояние
На 2016 год в деревне зарегистрировано 6 садовых товариществ. Деревня связана автобусным сообщением с райцентром и соседними населёнными пунктами.